# Malbianco (romanzo)
Malbianco è un romanzo scritto da Mario Desiati, pubblicato il 4 febbraio 2025.

## Struttura e trama
(Vittorio Lingiardi, "L’albero genealogico è pieno di traumi sui rami del passato. Il nuovo romanzo di Mario Desiati", la Repubblica, 7 febbraio 2025)
In Malbianco Desiati esplora temi profondi come le radici familiari, il trauma e la vergogna. La storia segue Marco Petrovici, un uomo di quarant'anni che vive a Berlino e inizia a soffrire di svenimenti inspiegabili. Per trovare la causa del suo malessere, Marco decide di tornare in Puglia dai suoi genitori anziani che vivono nella campagna tra Martina Franca e Taranto. 
Durante il suo soggiorno, Marco si immerge nei ricordi della sua famiglia, cercando di svelare i segreti nascosti nel loro passato.
La riscoperta delle proprie radici diventa l'occasione per un profondo viaggio interiore del protagonista e per riflessioni di carattere universale come quella dell'appartenenza a un popolo.
(Mario Desiati, Malbianco)

## Premi e riconoscimenti
Malbianco è stato insignito del Premio Internazionale Flaiano di Narrativa over 35 2025. La cerimonia di consegna del riconoscimento si è svolta il 29 giugno 2025 presso l'Aurum di Pescara.